# SIU Edwardsville Cougars
SIU Edwardsville Cougars (español: los Pumas del Sur de Illinois en Edwardsville) es el nombre de los equipos deportivos de la Universidad del Sur de Illinois en Edwardsville, situada en Edwardsville, Illinois. Los equipos de los Cougars participan en las competiciones universitarias organizadas por la NCAA, y forman parte de la Ohio Valley Conference, en el fútbol masculino y la lucha, en la que son miembros de la Mid-American Conference.

## Apodo y mascota
El apodo de Cougars data de 1967, cuando los administradores de la universidad decidieron que era el momento de dotar de un nombre a los equipos deportivos. Y adquirieron un puma vivo, al que se bautizó con el nombre de Chimega, que es la palabra que designa al puma en apache.

## Programa deportivo
Los Cougars compiten en 8 deportes masculinos y en 8 femeninos:
| - Masculino - Baloncesto - Béisbol - Lucha libre - Fútbol - Golf - Atletismo - Cross - Tenis | - Femenino - Cross - Baloncesto - Sóftbol - Atletismo - Fútbol - Golf - Tenis - Voleibol |

## Instalaciones deportivas
- Sam M. Vadalabene Center es el pabellón donde disputan sus partidos los equipos de baloncesto, voleibol y lucha libre. Fue inaugurado en 1984, y renovado y ampliado posteriormente en varias ocasiones, la última de ellas en 2014. Tiene una capacidad para 4.000 espectadores.[2]
- Ralph Korte Stadium, es el estadio donde disputa sus encuentros los equipos de fútbol y el atletismo. Fue inaugurado en 1994 y tiene una capacidad para 3.000 espectadores.[3]